# 倫敦—紐約航空路線
倫敦－紐約航空路線是一条飛行于英国伦敦和美国纽约間航空路線。这两个城市相距5,554公里，是跨大西洋航空路線中相當繁忙的航空路線，如今有英国航空、维珍航空、美国航空、达美航空和捷藍航空共五間航空公司營運，受2019冠状病毒病疫情影響前是全球可售座位公里數最高的航空路線。本航空路線市佔率最高為英國航空。 

## 背景
美國曾為英國的殖民地，官方語言沿用殖民者的語言，故使用相同語言，使倫敦和紐約間的交流沒有語言障礙；兩座城市都是都是世界極為大型的都會區也是重要的金融中心，加上二十一世紀美國和歐洲的金融交流提升，產生了倫敦和紐約間龐大的商務旅行需求。兩座城市皆有多個機場，主要使用的機場是希思罗机场和肯尼迪國際機場，分別為伦敦都会区和纽约都会区的主要国际机场。 

## 營運狀況
2015年，希思羅機場和肯尼迪國際機場間的航空路線是全球可售座位公里數最高的航空路線。之後幾年運量持續增長，在2018年所有航空公司的总載客量为3,034,155人次，是跨大西洋航空路線中最繁忙的航空路線，其中市佔率最高的英國航空仅在这条航空路線上就有11.6亿美元的營業收入，是全球營業收入最高的單一航空公司航空路線。在2019年載客量持續增加至3,192,195人次，共提供3,833,701的座位，是當年唯一在國際航空路線排名前十名的非亞洲航空路線；在2020年因為2019冠狀病毒病疫情爆發，年運量只剩659,182人。 
| 年度 | 總運量    | 變化幅度百分比 | 客運收益公里數 (十億為單位) |
| ---- | --------- | -------------- | --------------------------- |
| 2019 | 3,192,195 | ▲ 5.2%         | 17,730                      |
| 2018 | 3,034,155 | ▲ 3.0%         | 16.852                      |
| 2017 | 2,945,744 | ▲ 0.4%         | 16.361                      |
| 2016 | 2,934,554 | ▼ 3.8%         | 16.299                      |
| 2015 | 3,050,499 | ▲ 2.6%         | 16.942                      |
| 2014 | 2,972,729 | ▼ 1.4%         | 16.511                      |
| 2013 | 3,015,218 | ▲ 6.2%         | 16.747                      |
| 2012 | 2,839,007 | ▲ 6.0%         | 15.768                      |
| 2011 | 2,678,991 | ▲ 6.4%         | 14.879                      |
| 2010 | 2,517,896 | ▲ 1.6%         | 13.984                      |
| 2009 | 2,478,722 | ▼ 11.6%        | 13.767                      |
| 2008 | 2,802,870 | ▼ 1.3%         | 15.567                      |
| 2007 | 2,839,221 | ▲ 3.2%         | 15.769                      |
| 2006 | 2,751,835 | -              | 15.284                      |

## 紀錄
该航空路線歷史上最短的飛行時間为2小时52分59秒，是1996年2月7日從甘迺迪國際機場飛往希思羅機場的英国航空航班，由协和式客机執飛。
协和式客机退役後，英国航空在2020年2月9日以4小时55分的飛行時間，刷新該航空路線非超音速客機最短的飛行時間。這班航班使用波音747-400，航班代號BA112，于北美东部时区2月8日18時30分从甘迺迪国际机场起飞，并于格林威治標準時間2月9日上午6時25分降落於希思罗机场。這航綫一般用時約6小時13分鐘，但當天由於风暴西亚拉所帶來的高速氣流，多班航班均只耗時約5小時便抵達。